# Pro Belvedere Vercelli 2009-2010
Questa voce raccoglie le informazioni riguardanti  la Pro Belvedere Vercelli nelle competizioni ufficiali della stagione 2009-2010.

## Rosa
| N. |                   | Ruolo | Calciatore         |
| -- | ----------------- | ----- | ------------------ |
| -  | Italia (bandiera) | C     | Giovanni Arioli    |
| -  | Italia (bandiera) | A     | Marco Ascenzi      |
| -  | Italia (bandiera) | A     | Alberto Bertolini  |
| -  | Italia (bandiera) | C     | Federico Bigatti   |
| -  | Italia (bandiera) | D     | Lorenzo Bocca      |
| -  | Italia (bandiera) | D     | Davide Borin       |
| -  | Italia (bandiera) | C     | Matteo Cagliano    |
| -  | Italia (bandiera) | P     | Stefano Campanello |
| -  | Italia (bandiera) | D     | Alessandro Candi   |
| -  | Italia (bandiera) | C     | Marco Cappannelli  |
| -  | Italia (bandiera) | C     | Stefano Caredda    |
| -  | Italia (bandiera) | D     | Fabio Castelli     |
| -  | Italia (bandiera) | A     | Amedeo Celeste     |
| -  | Italia (bandiera) | D     | Andrea Citterio    |
| -  | Italia (bandiera) | C     | Andrea Coletto     |
| -  | Italia (bandiera) | D     | Maurizio Coletto   |
| -  | Italia (bandiera) | P     | Achille Coser      |

| N. |                   | Ruolo | Calciatore            |
| -- | ----------------- | ----- | --------------------- |
| -  | Italia (bandiera) | P     | Marzio Dan            |
| -  | Italia (bandiera) | D     | Gabriele Davanzante   |
| -  | Italia (bandiera) | A     | Simone De Lorentiis   |
| -  | Italia (bandiera) | D     | Andrea Gritti         |
| -  | Italia (bandiera) | C     | Alessandro Lemma      |
| -  | Italia (bandiera) | D     | Fabio Lorenzini       |
| -  | Italia (bandiera) | C     | Luca Matteassi        |
| -  | Italia (bandiera) | D     | Stefano Luciano Mauri |
| -  | Italia (bandiera) | D     | Stefano Murante       |
| -  | Italia (bandiera) | D     | Matteo Pane           |
| -  | Italia (bandiera) | C     | Simone Pasqui         |
| -  | Italia (bandiera) | A     | Matteo Perelli        |
| -  | Italia (bandiera) | C     | Alessandro Pontarollo |
| -  | Italia (bandiera) | A     | Luigi Saviolo         |
| -  | Italia (bandiera) | A     | Matteo Scapini        |
| -  | Italia (bandiera) | A     | Cristiano Scazzola    |